# Arnold Luhaäär
Arnold Luhaäär (Mõisaküla, 20 ottobre 1905 – Tallinn, 19 gennaio 1965) è stato un sollevatore estone.

## Palmarès

### Olimpiadi
- Argento a Amsterdam 1928 nei pesi massimi.
- Bronzo a Berlino 1936 nei pesi massimi.

### Mondiali
- Bronzo a Vienna 1938 nei pesi massimi.

### Europei
- Argento a Essen 1933 nei pesi massimi.